# Solaris (2002)
Solaris ist eine Verfilmung des Science-Fiction-Romans Solaris des polnischen Autors Stanisław Lem durch Steven Soderbergh aus dem Jahr 2002. Es handelt sich um die zweite Verfilmung des Romans für das Kinopublikum nach dem berühmt gewordenen Film von 1972, bei dem Andrei Tarkowski Regie führte.

## Handlung
Der Psychologe Chris Kelvin wird auf eine Forschungsstation geschickt, die um den Planeten Solaris kreist. Sein Freund, der Astronaut Gibarian, hat ihn in einer geheimen Videobotschaft gebeten, der Crew zu helfen, ohne das Problem genauer zu benennen. Als Kelvin Solaris erreicht, ist Gibarian nicht mehr am Leben. An Bord sind noch Dr. Gordon und der labil wirkende Snow. Flüchtig erblickt Kelvin auch einen kleinen Jungen, angeblich Gibarians Sohn.
Gordon und Snow sind psychisch sehr angeschlagen, erschöpft und verwirrt. Sie berichten Kelvin, Gibarian habe sich selbst das Leben genommen. Doch bevor sie ihm weitere Auskünfte geben können, erlebt er das Problem am eigenen Leibe: Im Schlaf träumt er lebhaft von seiner verstorbenen Frau Rheya. Kelvin hatte auf der Erde eine anfangs sehr glückliche Beziehung zu Rheya. Es wird jedoch angedeutet, dass Rheya psychische Probleme hatte. Nachdem Rheya ohne sein Wissen eine Schwangerschaft abgebrochen hatte, kam es zum Streit. Infolgedessen verließ Kelvin seine Frau, die daraufhin Selbstmord beging.
Der Traum auf der Solaris-Station vermischt sich nun mit der Wirklichkeit, und bei seinem Erwachen liegt Rheya lebendig neben ihm, als sei nichts geschehen. Kelvin ist entsetzt, fragt die Erscheinung zunächst aus und schickt sie dann in einer Kapsel weg. Am nächsten Morgen ist sie wieder da, aber ihre Erinnerungen und ihre Identität sind nicht jene von Rheya. Sie erinnert sich nicht an die Kapsel, sie erinnert sich nur an die Teile ihres Lebens auf der Erde, die Chris kennt, und  ist sehr verwirrt darüber, wer sie ist. Das liegt daran, dass sie zwar Erinnerungen hat, sich jedoch nicht fühlt, als sei sie wirklich jene Rheya aus seinen Erinnerungen. Auch scheint „Reya“ unsterblich – nachdem sie sich das Leben zu nehmen versucht hat, heilen ihre Wunden in Sekundenschnelle.
Dennoch scheint sie Kelvin zu lieben, und er sie. Sie ist real anwesend und auch für die zwei anderen Astronauten wie ein normaler Mensch wahrnehmbar. Die Lage spitzt sich durch „Rheyas“ und Chris’ innere Konflikte zu. Energisch widerspricht er den Einwänden von Gordon, „Rheya“ sei kein wirkliches Lebewesen, sondern lediglich seine manifestierte Erinnerung an sie, und er dürfe nicht in ihren Einfluss gelangen. Schlussendlich erkennt „Rheya“ selbst, dass – auch wenn sie zu Gefühlen in der Lage ist – sie nicht die wirkliche Rheya ist. Ohne Kelvin vorher zu benachrichtigen, trifft sie die Entscheidung, sich mit einer von Gordon konstruierten Apparatur endgültig „töten“ zu lassen. Kelvin ist frustriert. Er hatte gehofft, die Beziehung mit Rheya erneut durchleben und dabei seine Fehler wiedergutmachen zu können.
Später entdeckt Kelvin die versteckte Leiche von Snow, er und Gordon stellen daraufhin die vermeintliche Snow-Kopie zur Rede. Wie sich herausstellt, hat auch „Snow“ keine Erinnerungen daran, wie er auf die Station gekommen ist. Er ist demnach kein Mensch, sondern ebenfalls eine Manifestation von Erinnerungen, wie auch Gibarians „Sohn“. Bei seinem Erscheinen sei er vom echten Snow angegriffen worden und habe ihn in Notwehr getötet.
Da sich die Station dem Planeten immer stärker annähert und keine Energiereserven mehr hat, machen sich Kelvin und Gordon auf „Snows“ Rat hin auf den Rückweg zur Erde. Danach ist Kelvin scheinbar wieder zu Hause und entdeckt dort, dass nun auch seine Wunden sekundenschnell heilen. Er erinnert sich, Gordon nicht in die rettende Kapsel gefolgt, sondern stattdessen in der in den „Planeten“ stürzenden Station zurückgeblieben zu sein. Demnach befindet er sich nicht auf der Erde, sondern in einer aus seinen Erinnerungen gespeisten, halluzinierten Umgebung. Auf seine Frage, ob er nun tot oder lebendig sei, betritt Rheya den Raum und antwortet, dass derartige Fragen für sie beide nun keine Rolle mehr zu spielen bräuchten.

## Unterschiede Film und Roman
Soderbergh wich bei seiner Interpretation vom Kernthema des ursprünglichen Romans ab. In seiner Verfilmung rückt er Chris Kelvins Beziehung zu seiner verstorbenen Frau Harey (Rheya in der englischen Version des Buches) in den Vordergrund. Es geht ihm um die Frage: „Was unterscheidet einen Menschen von den Erinnerungen, die wir an ihn haben?“. Diese Frage wird in eine überaus emotionale Liebesgeschichte verpackt.
Wie schon zuvor die berühmte Verfilmung des Romans durch Andrei Tarkowski lehnte der Autor Stanisław Lem auch die Fassung Soderberghs heftig ab. In einem Interview mit dem Magazin Galore äußerte er 2005, den Film nicht ganz gesehen zu haben, aber was er gesehen habe, habe ihm gereicht:

„Blödsinn! Absoluter Blödsinn. Alles Interessante an meinem Roman bezog sich auf das Verhältnis der Menschen zu diesem Ozean als einer nicht-humanoiden Intelligenz – nicht auf irgendwelche zwischenmenschlichen Liebesgeschichten.“

## Trivia
- Im Film wird der Schriftsteller Dylan Thomas erwähnt und sein Gedicht „And death shall have no dominion“ zitiert.
- Ursprünglich war für die Rolle des Chris Daniel Day-Lewis vorgesehen, der allerdings ablehnte.
- Ulrich Tukur bewarb sich für die Rolle des Gibarian mit einem Video, das ausschließlich seinen Hund zeigte, wie dieser auf das Vorsprechen seiner Rolle reagierte.
- Die Deutsche Film- und Medienbewertung FBW in Wiesbaden verlieh dem Film das Prädikat wertvoll.
- Der Film wurde in Deutschland erstmals am 8. Februar 2003 im Rahmen der Berlinale gezeigt.

## Kritiken
Christoph Huber von allesfilm.com bemängelt die Reduzierung von Lems Vorlage auf die Liebesgeschichte der beiden Hauptdarsteller:

„Ob die ganze Geschichte für jemanden, der weder mit Lem noch Tarkowskij Bekanntschaft gemacht hat, fesselnd oder auch nur nachvollziehbar ist, sei dahingestellt: Die Nebenstränge der Handlung verpuffen einfach im ätherischen Nichts […], der Kern immerhin ist klar. Soderbergh (auch Autor und Kameramann, als letzterer klar am erfolgreichsten) hat offensichtlich eingesehen, dass er kein großer Denker ist, beschränkt sich vor allem auf die Liebesgeschichte: […]“

Carsten Baumgardt von filmstarts.de sieht die Stärken des Films nur in seiner formalen Umsetzung:

„Sicherlich sind die Bildcollagen, die Soderbergh dem Betrachterauge bietet, wunderschön, aber zur Entwicklung der Handlung tragen sie rein gar nichts bei. Der Score von Cliff Martinez unterstützt die opulenten Bilder adäquat, aber was nützt das alles, wenn ‚Solaris‘ inhaltlich nur Leere zu bieten hat?“

Lutz Gräfe und Jürgen Wimmer schreiben im Buch „Das Science Fiction Jahr 2003“:

„… fast perfektes Kino: eine bis auf die Essenz verdichtete Story, die vor allem von den Bildern, der Musik und der Montage lebt … eine Reflexion über die Begegnung mit sich selbst, darüber, wie man noch am Rande des Universums doch immer sich selbst begegnet; schließlich nimmt man sich ja immer mit.“

## Auszeichnungen
- Academy of Science Fiction, Fantasy & Horror Films 2003
  - Nominiert: Bester Science Fiction Film
  - Nominiert: Bester Schauspieler – George Clooney
  - Nominiert: Beste Schauspielerin – Natascha McElhone

- Berlinale 2003
  - Nominiert: Goldener Bär – Steven Soderbergh

- Black Reel Awards 2003
  - Nominiert: Beste Schauspielerin in einer Nebenrolle – Viola Davis

- Central Ohio Film Critics Association 2003
  - Nominiert: Bester Film (6. Platz)

- Curt-Siodmak-Preis 2004
  - Bester Film

- Irish Film and Television Awards 2003
  - Nominiert: Beste Schauspielerin – Natascha McElhone

- Satellite Awards 2003
  - Bester Sound – Larry Blake
  - Nominiert: Bester Schauspieler in einer Nebenrolle: Jeremy Davies

- Washington DC Area Film Critics Association Award 2002
  - Größte Enttäuschung